# 科特雷尔方程

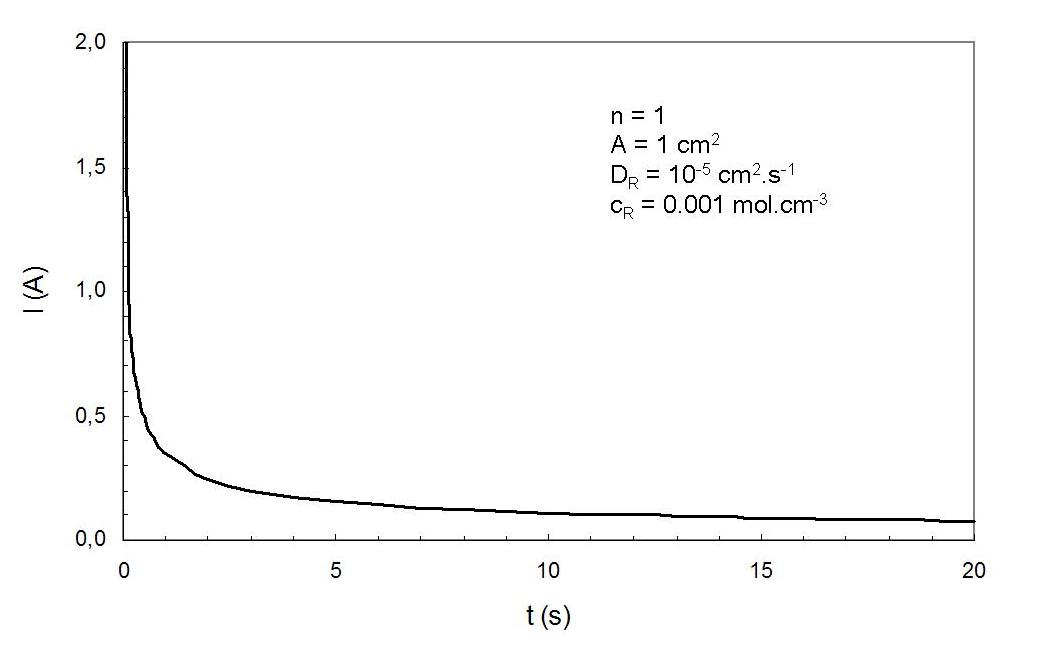
科特雷尔方程中电流随时间的变化曲线

科特雷尔方程（英語：Cottrell equation）是电化学中，在控制电解电位条件下瞬态扩散电流随时间变化关系的方程式，在计时电流法中有重要运用。其描述的是在电位随时间为阶跃函数变化时，电流随时间的变化关系。由雷德里克·加德纳·科特雷尔在1903年提出。
对于一个氧化还原反应，例如二茂铁/二茂铁离子氧化还原电对，测量得到电流大小（等价于反应速率）取决于被测物扩散到电极的速度，即扩散控制过程。经典科特雷尔方程是在平面电极条件下，利用菲克扩散定律和拉普拉斯变换得到。对于球形、圆柱形以及矩形电极等情况，也可以通过改变初始边界条件，利用拉普拉斯变换和菲克扩散定律推导得到。
平面电极科特雷尔方程：
{\displaystyle i={\frac {nFAc_{j}^{0}{\sqrt {D_{j}}}}{\sqrt {\pi t}}}}
其中
i= 电流，A
n = 反应物j的氧化还原反应转移电子数
F = 法拉第常数, 96485 C/mol
A = 平面电极面积，cm2
{\displaystyle c_{j}^{0}} = 反应物{\displaystyle j}初始浓度，mol/cm3;
Dj = 反应物j的扩散系数， cm2/s
t = 时间，s.
通过做i与t –1/2做直线拟合，就可获得氧化还原反应过程的信息。在(n, F, A, {\displaystyle c_{j}^{0}}, Dj)已经指定的情况下，则 {\displaystyle i=kt^{-1/2}}。
i与t –1/2关系图拟合直线存在偏差表明氧化还原反应涉及其他过程，例如配体的结合、配体的解离或几何形状的变化。由于电位的变化不可能达到理想的阶跃变化，在非常短的时间尺度上可能会出现偏离线性的情况。在长时间尺度上，随着反应物质的消耗，平面电极的扩散层从线性扩散演变成径向扩散，导致另一种偏差。